# Henry Dudeney

El «problema de Haberdasher», un puzle creat per en Henry Dudeney el 1902.

Henry Ernest Dudeney (Mayfield, East Sussex, 10 d'abril de 1857 - Lewes, East Sussex, 24 d'abril de 1930) fou un matemàtic anglès, autor de jocs i trencaclosques matemàtics. És considerat un dels millors creadors de trencaclosques. El seu avi, John Dudeney, era ben conegut com a matemàtic autodidacta; la seva iniciativa va ser molt admirada pel seu net. Dudeney va aprendre a jugar als escacs a una edat primerenca, i va seguir jugant sovint al llarg de la seva vida. Els problemes d'escacs, en particular, el van fascinar durant la seva joventut. Això va conduir a un marcat interès en les matemàtiques, i especialment en les matemàtiques recreatives i la composició de trencaclosques.

## Obres
- The Canterbury Puzzles (1907)
- Amusements in Mathematics (1917)
- The World's Best Word Puzzles (1925)
- Modern Puzzles (1926)
- Puzzles and Curious Problems (1931, posthumous)
- A Puzzle-Mine (undated, posthumous)